# ویندزور، شهرستان مرسر، ایلینوی
ویندزور (به انگلیسی: Windsor) یک روستا در ایالات متحده آمریکا است که در شهرستان مرسر، ایلینوی واقع شده‌است. ویندزور ۱٫۱۳ کیلومتر مربع مساحت و ۷۴۸ نفر جمعیت دارد.